# Totoltepec de Guerrero
Totoltepec de Guerrero es una localidad del estado mexicano de Puebla. Es cabecera del municipio de Totoltepec de Guerrero.

## Demografía
| Censo | Población |
| ----- | --------- |
| 1900  | 802       |
| 1910  | 804       |
| 1921  | 795       |
| 1930  | 924       |
| 1940  | 961       |
| 1950  | 975       |
| 1960  | 1093      |
| 1970  | 1107      |
| 1980  | 854       |
| 1990  | 900       |
| 1995  | 806       |
| 2000  | 911       |
| 2005  | 835       |
| 2010  | 911       |
| 2020  | 949       |